# AT&T Classic
L'AT&T Classic est un ancien tournoi professionnel de golf du PGA Tour disputé de 1934 à 2008.

## Palmarès
| année                                | Vainqueur                                                            | Nationalité                                                          |
| ------------------------------------ | -------------------------------------------------------------------- | -------------------------------------------------------------------- |
| Atlanta Open                         |                                                                      |                                                                      |
| 1934                                 | Ky Laffoon                                                           |                                                                      |
| 1935-44                              | pas de tournoi                                                       | pas de tournoi                                                       |
| 1945                                 | Byron Nelson                                                         |                                                                      |
| Atlanta Invitational                 |                                                                      |                                                                      |
| 1946                                 | Lew Worsham                                                          |                                                                      |
| Atlanta Open                         |                                                                      |                                                                      |
| 1947                                 | Toney Penna                                                          |                                                                      |
| Atlanta Classic                      |                                                                      |                                                                      |
| 1948-66                              | No tournament                                                        | No tournament                                                        |
| 1967                                 | Bob Charles                                                          |                                                                      |
| 1968                                 | Bob Lunn                                                             |                                                                      |
| 1969                                 | Bert Yancey                                                          |                                                                      |
| 1970                                 | Tommy Aaron                                                          |                                                                      |
| 1971                                 | Gardner Dickinson                                                    |                                                                      |
| 1972                                 | Bob Lunn                                                             |                                                                      |
| 1973                                 | Jack Nicklaus                                                        |                                                                      |
| 1974                                 | Pas de tournoi. Le parcours est hôte du premier Players Championship | Pas de tournoi. Le parcours est hôte du premier Players Championship |
| 1975                                 | Hale Irwin                                                           |                                                                      |
| 1976                                 | Pas de tournoi. l'US Open 1976 a été joué prêt du parcours           | Pas de tournoi. l'US Open 1976 a été joué prêt du parcours           |
| 1977                                 | Hale Irwin                                                           |                                                                      |
| 1978                                 | Jerry Heard                                                          |                                                                      |
| 1979                                 | Andy Bean                                                            |                                                                      |
| 1980                                 | Larry Nelson                                                         |                                                                      |
| 1981                                 | Tom Watson                                                           |                                                                      |
| Georgia-Pacific Atlanta Golf Classic |                                                                      |                                                                      |
| 1982                                 | Keith Fergus                                                         |                                                                      |
| 1983                                 | Calvin Peete                                                         |                                                                      |
| 1984                                 | Tom Kite                                                             |                                                                      |
| 1985                                 | Wayne Levi                                                           |                                                                      |
| 1986                                 | Bob Tway                                                             |                                                                      |
| 1987                                 | Dave Barr                                                            |                                                                      |
| 1988                                 | Larry Nelson                                                         |                                                                      |
| BellSouth Atlanta Golf Classic       |                                                                      |                                                                      |
| 1989                                 | Scott Simpson                                                        |                                                                      |
| 1990                                 | Wayne Levi                                                           |                                                                      |
| 1991                                 | Corey Pavin                                                          |                                                                      |
| BellSouth Classic                    |                                                                      |                                                                      |
| 1992                                 | Tom Kite                                                             |                                                                      |
| 1993                                 | Nolan Henke                                                          |                                                                      |
| 1994                                 | John Daly                                                            |                                                                      |
| 1995                                 | Mark Calcavecchia                                                    |                                                                      |
| 1996                                 | Paul Stankowski                                                      |                                                                      |
| 1997                                 | Scott McCarron                                                       |                                                                      |
| 1998                                 | Tiger Woods                                                          |                                                                      |
| 1999                                 | David Duval                                                          |                                                                      |
| 2000                                 | Phil Mickelson                                                       |                                                                      |
| 2001                                 | Scott McCarron                                                       |                                                                      |
| 2002                                 | Retief Goosen                                                        |                                                                      |
| 2003                                 | Ben Crane                                                            |                                                                      |
| 2004                                 | Zach Johnson                                                         |                                                                      |
| 2005                                 | Phil Mickelson                                                       |                                                                      |
| 2006                                 | Phil Mickelson                                                       |                                                                      |
| AT&T Classic                         |                                                                      |                                                                      |
| 2007                                 | Zach Johnson                                                         |                                                                      |
| 2008                                 | Ryuji Imada                                                          |                                                                      |